# Guillano Grot
Guillano Grot (Arnhem, 15 maart 1983) is een Nederlands voormalig profvoetballer die als aanvaller speelde.
Grot speelde eerst voor De Treffers en Vitesse 1892 alvorens hij in het seizoen 2000/2001 debuteerde in de hoofdmacht van N.E.C.. Hij kwam één keer in actie dat seizoen en keerde vervolgens terug naar de amateurs; eerst in Duitsland bij 1. FC Bocholt en daarna opnieuw bij De Treffers. In 2005 haalde N.E.C. hem weer op bij diezelfde club en speelde de aanvaller 30 wedstrijden voor de club uit Nijmegen, waarin hij drie doelpunten maakte. In augustus 2006 vertrok Grot op huurbasis naar Excelsior. Zijn contract in Nijmegen liep in de zomer van 2007 af. Hij vervolgde zijn carrière bij Helmond Sport. Vanaf augustus 2008 speelde hij drie maanden op huurbasis voor Inter Turku, waarna die Finse club besloot hem definitief over te nemen van Helmond Sport voor het daaropvolgende seizoen.
Vanaf januari 2011 speelde hij weer bij De Treffers, waar hij zijn broer Sherwin trof en waar hij een contract voor 2,5 jaar tekende. Begin mei 2011 was hij op proef bij Cracovia Kraków. Op 3 oktober 2011 stapte hij op bij De Treffers en wilde hij voor WKE uit gaan komen. Voor die club mocht hij vanaf 1 februari 2012 spelen. In april 2013 speelde hij op proef bij FC Eindhoven. In het seizoen 2013/14 speelde hij voor DTS Ede. Daar kwam hij vanwege een blessure niet aan spelen toe en in november 2013 keerde hij terug bij WKE. In de zomer van 2014 sloot hij zich aan bij VV DUNO maar bleef uiteindelijk toch bij WKE. In het seizoen 2015/16 speelde Grot bij FC Lienden en een seizoen later voor VV WNC. Medio 2017 ging hij voor Sportclub N.E.C. spelen. In 2018 zou hij naar SC Oranje gaan maar die club ging failliet. Ook een overstap naar RKHVV ging niet door. Hij bleef bij Sportclub N.E.C wat zijn laatste vereniging zou zijn omdat Grot na het 2020/21 seizoen definitief zou stoppen als voetballer.

## Erelijst
FC Inter Turku
- Veikkausliiga

2008
- Suomen Cup

2009
 FC Lienden
- Topklasse Zondag

2016